# ۶۲۰ (میلادی)
۶۲۰ (میلادی) ششصد و بیستمین سال تقویم میلادی است.

## رویدادها
== زادگان == عمر بن سعد،عبدالله بن کامل شاکری
```
درگذشتگان عاص بن وائل
```

‎